# Cumberland, Kentucky
Cumberland är en ort i Harlan County, Kentucky, USA. År 2000 hade orten 2 611 invånare. Den har enligt United States Census Bureau en area på 11.9 km², allt är land.